# Bulwer-Lytton Fiction Contest
Der Bulwer-Lytton Fiction Contest (BLFC) war ein humorvoller Schreibwettbewerb, der zwischen 1982 und 2024 jährlich von der San José State University ausgetragen wurde. Die Beiträge sollten den Einleitungssatz eines fiktiven schlechtestmöglichen Romans darstellen.

## Geschichte

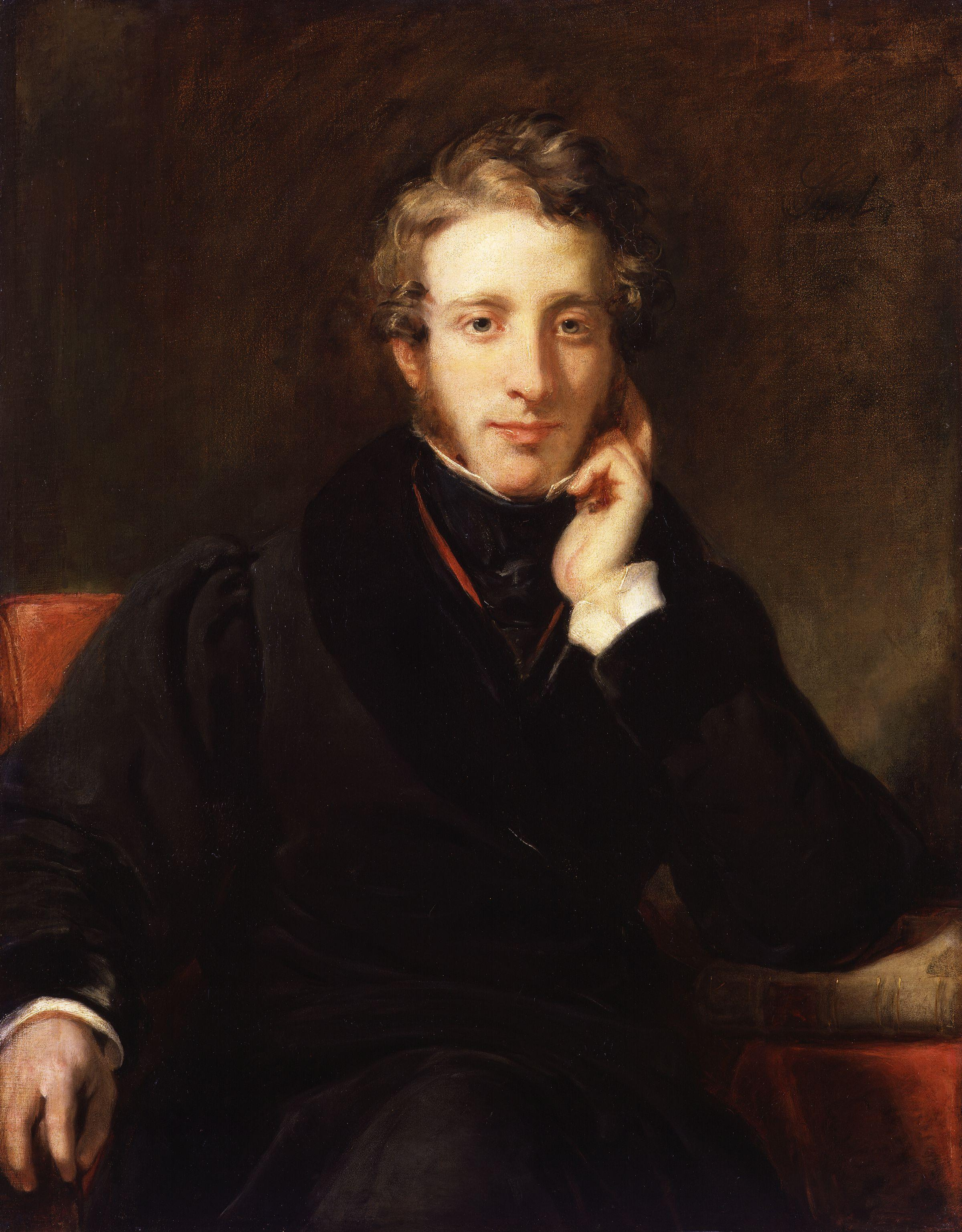
Edward Bulwer-Lytton, 1. Baron Lytton

Der Wettbewerb fand 1982 zum ersten Mal statt. Ausgedacht hat ihn sich Professor Scott Rice mit Widmung an Edward George Bulwer-Lytton, dessen Roman Paul Clifford mit den durch Snoopy bekannten Worten Es war eine dunkle und stürmische Nacht (It was a dark and stormy night) beginnt. Während im ersten Jahr nur drei Einsendungen zu verzeichnen waren, erreichte der zweite Wettbewerb ein überregionales Medieninteresse und 10.000 Beiträge. 
Der Preis war mit 250 US-$ dotiert. Regelmäßig seit 1984 erschienen BLFC-Beiträge in Buchform, herausgegeben von Scott Rice.
2025 gab Scott Rice die Einstellung des Wettbewerbs aus Altersgründen bekannt.
Da Adam Cadre der Ansicht war, dass kürzere Sätze lustiger seien, rief er 2000 den Lyttle Lytton Contest ins Leben, der pro Teilnehmer – auch bei mehreren Vorschlägen – pro Jahr ein Maximum von 30 Wörtern (ehemals 25) vorgibt. Cadre zielt auf „absichtlich unabsichtlich lustige Texte“.

## Regeln
Vorschläge konnten das ganze Jahr über per Post oder E-Mail eingereicht werden, auch mehrere pro Person. Einsendeschluss war der 15. April eines jeden Jahres. Im Gegensatz zum Wettbewerb Der schönste erste Satz soll der Satz nicht einem wirklich veröffentlichten Werk entnommen sein. Die Sätze werden von den Juroren in Kategorien eingeteilt, etwa Krimi und Science-Fiction, mit jeweils einem Gewinner pro Kategorie und einem Gesamtsieger. 